# CQD
CQD（摩斯電碼：-·-· --·- -··）是第一個廣泛使用的電報求救信號。
在有线电报的传统上，信号「CQ」（""，即法語「安全」的略稱）代表呼叫沿线所有的电台，宣布警告或预警性的信息，同样在海事无线电中，「CQ」也表示对所有人的呼叫。然而，在有线电报中并不存在紧急求救信号，因此马可尼无线电公司在「CQ」后加入了字母「D」，代表「紧急情况」（Détresse），用于紧急呼救。当时，发送「D」在国际上已经有紧急信息的含义。因此，「CQD」在无线电上应该理解为「所有电台：紧急情况」，而并非如大众所知的「快過来，危險」（Come Quickly, Danger）或者「快過來，沉沒中」（Come Quick, Drowning）等说法，这些是事后才创造出来的。
雖然電報員廣泛使用「CQD」，但由于在信号接收状况差时，可能会听不到字母「D」，故從來不是國際標準。1906年第二次國際廣播電報公約於柏林签署，並採納了德國 的三點、三橫杠、三點（亦即以後的「SOS」）為標準求救信號。

## 歷史
一家名為「Circular 57」之國際海上通訊公司於1904年1月7日發表此求救訊號，並於同年2月1日生效。
1912年時，許多英國船隻仍然使用「CQD」作求救訊號。故鐵達尼號沉沒時，無線電操作員杰克·菲利普起初所發送的是「CQD」信號。